# Сивера, Антони
Антони Микель Сивера Перис (кат. Antoni Miguel Sivera Peris; 13 апреля 1978, Гандия, Испания) — андоррский футболист, защитник. Выступал за национальную сборную Андорры.

## Клубная карьера
В сезоне 1997/98 выступал за клуб «Андорра» из столицы одноимённого княжества. В третьем по силе дивизионе Испании Сивера провёл 31 матч и забил 1 гол. В сезоне 1999/00 выступал за «Констелласьо Эспортива». В финале Кубка Андорры 2000 года Сивера стал автором одного из шести голов в ворота «Энкама». В 2001 году стал игроком андоррского клуба «Санта-Колома». Вместе с командой дважды становился победителем и бронзовым призёром чемпионата Андорры, а также трижды побеждал в Кубке Андорры. В составе команды провёл 4 матча в квалификация Кубка УЕФА.
В сезоне 2005/06 выступал в четвёртом дивизионе Франции за клуб «Люзнак», где провёл 19 матчей и забил 1 гол. После чего, вновь играл за «Санта-Колому». С 2007 года по 2010 год являлся игроком испанской команды «Кампельо», выступавшей в четвёртой лиге Испании. По окончании выступлений за «Кампельо», завершил карьеру игрока.

## Карьера в сборной
14 апреля 2004 года дебютировал в национальной сборной Андорры в товарищеском матче против Китая (0:0). В квалификации на чемпионат мира 2006 Сивера сыграл во всех 12 встречах. В своей группе Андорра набрала 5 очков, что является лучшим результатом в отборах для страны. Тогда сборная обыграла Македонию (1:0) и дважды сыграла вничью, с той же Македонией (0:0) и Финляндией (0:0). В квалификации на чемпионат Европы 2008 Антони провёл 7 матчей.
Всего за сборную Андорры он сыграл в 23 матчах.

## Достижения
- Чемпион Андорры (2): 2002/03, 2003/04
- Бронзовый призёр чемпионата Андорры (2): 2001/02, 2004/05
- Обладатель Кубка Андорры (4): 2000, 2003, 2004, 2005